# José Doth de Oliveira
José Doth de Oliveira (* 1. März 1938 in Pedra Branca, Ceará; † 26. November 2017 ebenda) war ein brasilianischer Geistlicher und römisch-katholischer Bischof von Iguatu.

## Leben
José Doth de Oliveira empfing am 13. Dezember 1964 die Priesterweihe für das Bistum Palmares.
Papst Johannes Paul II. ernannte ihn am 23. Dezember 1989 zum Koadjutorbischof von Palmares. Der Bischof von Iguatu, José Mauro Ramalho de Alarcón Santiago, spendete ihm am 13. Mai des nächsten Jahres die Bischofsweihe; Mitkonsekratoren waren Acácio Rodrigues Alves, Bischof von Palmares, und Jorge Tobias de Freitas, Bischof von Nazaré.
Am 18. Dezember 1991 wurde er zum Koadjutorbischof von Iguatu ernannt. Mit der Emeritierung José Mauro Ramalho de Alarcón Santiagos am 26. Juli 2000 folgte er ihm als Bischof von Iguatu nach. Er war Initiator des Baus der Kathedrale von Iguatu, die dem heiligen Joseph, dem Schutzpatron der Diözese, geweiht wurde.
Am 7. Januar 2009 nahm Papst Benedikt XVI. seinen Rücktritt aus gesundheitlichen Gründen an.